# Поремећаји учења
Поремећај учења је општи назив за разноврсне поремећаје који се јављају у развоју и коришћењу способности и вештина као што су читање, писање и рачунање. Учење има јасну биолошку и неуролошку основу. 
Када се у психологији говори о тешкоћама у учењу, најчешће се мисли на проблеме у савладавању академских (школских) задатака. Тешкоће у савладавању вештина читања, писања и рачунања заједничким именом се називају поремећаји учења. Према постојећим сазнањима, многи поремећаји учења имају неуролошку основу, мозак особа које имају поремећај учења на другачији начин обрађује, разуме и користи информације. Ова разлика у обради информација значајно ограничава способност стицања знања из одређених области. Поремећаји учења се могу јавити у било којој доби живота, мада се углавном откривају при поласку у школу. Неки поремећаји имају и генетску основу и трају током читавог живота. Рано откривање поремећаја може знатно да помогне појединцу да превазиђе тешкоће на које услед тих поремећаја наилази. Појединци са поремећајима учења најчешће имају сасвим нормалне когнитивне способности.

## Дислексија
Дислексија представља тешкоће у савладавању технике читања и/или разумевања прочитаног. Могуће је да се испољи тешкоћама у спајању појединачних слова у реч, изразитом спорошћу читања и немогућности разумевања прочитаног.

## Дискалкулација
Дискалкулија су тешкоће у учењу математике и решавању математичких задатака. Представља немогућност да се научи бројање, немогућност извођења простих рачунских операција и слабо разумевање односа у простору.

## Дисграфија
Дисграфија представља тешкоћу у савладавању вештине писања и писменог изражавања идеја. Може се испољити лошим рукописом, проблемима са тачним исписивањем речи, заменом слова погрешним словима и тешкоћом да се сопствене идеје изразе у писаном облику.